# Talla (Egipt)
Talla – miejscowość w Egipcie, w muhafazie Al-Minja. W 2006 roku liczyła 46 244 mieszkańców.